# Централен Балкан (биосферен парк)
 Тази статия е за биосферния парк.  За националния парк вижте Централен Балкан.  
„Централен Балкан“ е биосферен парк по програмата „Човек и биосфера“ на ЮНЕСКО. Той е сред най-важните природни центрове за опазване на биоразнообразието и дивата природа в Европа.
Обявен е за биосферен парк през 2017 година. Включва територията на Национален парк „Централен Балкан“ и цялата територия на общините Павел баня, Севлиево, Карлово, Троян, Антон.

## Статут
Биосферен парк Централен Балкан е официално разширен на 29–та сесия на междуправителствения координационен съвет по Програмата „Човекът и биосферата“ на ЮНЕСКО (MAB – ICC), провела се в периода 12 – 15 юни 2017 г. Заедно с обявяването на разширения Биосферен парк „Централен Балкан“, междуправителственият координационен съвет по Програмата „Човекът и биосферата“ обявява още три нови български разширени биосферни парка от нов тип: Биосферен парк „Червената стена“, Биосферен парк „Сребърна“ и Биосферен парк „Узунбуджак“. Включването на четирите биосферни парка в световната мрежа на ЮНЕСКО е международно признание, че тези обекти се управляват по целесъобразен и устойчив начин, съгласно националното законодателство и в съответствие с общоприетите принципи за добро управление.

## Функции

### Консервационна функция
Консервационната функция основно се характеризира с принос към опазването на ландшафти, екосистеми, видове и генетично разнообразие. Районът на парка е един от най-важните природни центрове за опазване на биоразнообразието в Европа, като тук се наблюдава изключително ландшафтно разнообразие. Такива са например: горски ландшафти със структурообразуващ компонент горска растителност, тревни ландшафти с тревни съобщества, скални ландшафти/съставени от различни по химичен и минерален състав скали, водни ландшафти, антропогенни ландшафти, появили се в резултат от дейности в горското и селското стопанство, местни селища и инфраструктура за туризъм и отдих. Важни елементи на планинския ландшафт са: уникална линия на билата и върховете, горите и горско-тревните форми, уникални скални формации, както и подстъпите към върховете и пътеките през долините. Централен Балкан е един от най-значимите екологични коридори в Югоизточна Европа, способстващ генетичния обмен, разпространението и връзката между видове от Карпатите и други планини в Източна Европа, южните части на Балканския полуостров и Мала Азия.

### Развиваща функция
Развиващата функция е свързана е с насърчаване на човешкото и икономическото развитие, което е социално, културно и икономически устойчиво.
Биосферен парк „Централен Балкан“ е притегателен център за посещения и туризъм. Природните богатства, културно-историческо наследство, благоприятното местоположението и сравнително добрите транспортни връзки със София и други големи градове са добра основа за устойчиво развитие на района. В тази връзка на територията на парка се развиват следните дейности:
- Устойчив туризъм:

В буферната зона на биосферния парк са маркирани и поддържани над 580 km туристически маршрути. Разработени са специализирани маршрути – за конен туризъм, велотуризъм, маршрути за наблюдение на птици, растения и животни, определени са места и за екстремни спортове. Устроени са биваци, кътове за почивка и места за палене на огън. Съществуват големи възможности за екотуризъм, балнеоложки туризъм, културно-исторически туризъм и други.
- Традиционни занаяти:

Много от селищата в района са известни занаятчийски центрове от 19 и началото на 20 век, и до днес. Районът на Троян е известен с прочутата троянска керамика. Уникални умения изисква създаването на калоферската дантела. В градовете и малките села на общините Карлово, Троян, Севлиево, Павел баня и Антон могат да се наблюдават майстори, практикуващи традиционни занаяти, като например дърворезба, иконопис, кожарство, тъкачество, гайтанджийство, изработка на хладно и огнестрелно оръжие, грънчарство, медникарство. В допълнение, училището по приложни изкуства в гр. Троян е ценен ресурс за продължаване на традициите в тази област.
- Традиционни производства и земеделски практики:

В селата на региона са запазени много от традиционните домашни производства на сирене, мляко, ракия, вино, сладка и компоти. Много от частните стопанства осъществяват биологично и природосъобразно земеделие по традиция. И днес в Калофер, Троян и други селища местните хора все още ползват услугите на воденици, дараци, бари и тепавици, задвижвани от вода. В Карловската долина традиционно се отглеждат роза и лавандула. В южната част на региона има няколко розоварни, които са туристическа атракция с висок потенциал.
- Исторически и архитектурни забележителности. Археологически обекти.

Благодарение на планинския характер на региона в него са се запазили множество църкви и манастири, където се съхраняват ценни стенописи и икони. Създадените преди столетия манастири са част от националното културно наследство. Троянският манастир и близкият до него Зелениковски манастир (резиденция на българския патриарх), двата батошевски манастира край гр. Севлиево (Батошевски манастир „Успение Богородично“ и Батошевски манастир „Въведение Богородично“, от северната част на планината), Девическият и Мъжкият манастири край гр. Калофер характеризират региона като Балканската „Света гора“ и привличат вярващи хора и ценители на православната християнска култура и история.

### Логистична функция
Логистичната функция е свързана с подкрепа на демонстрационни проекти, образование свързано с околната среда, обучения, проучвания и мониторинг, свързани с местни, регионални, национални и глобални въпроси на околната среда и устойчивото развитие.

## Зониране
- Сърцевинната зона на биосферния парк обхваща 9 резервата („Боатин“, „Царичина“, „Козя стена“, „Стенето“, „Северен Джендем“, „Пеещи скали“, „Соколна, „Джендема“ и „Стара река“), попадащи в границите на националния парк.
- Буферната зона обхваща територията на Национален парк „Централен Балкан“ без резерватите в него (сърцевинна зона).
- Преходната зона обхваща територията на общините: Карлово, Троян, Севлиево, Павел баня и Антон, без териториите, които влизат в национален парк „Централен Балкан“, което покрива площ от 297 267,84 хектара, или 80,56% от общата площ на предлагания биосферен резерват.

## Потенциал
Биосферният парк „Централен Балкан“ има много голям потенциал да се превърне в добре функциониращ биосферен парк от пост-севилски тип, който да стимулира икономическото развитие в преходната зона (зона за развитие), да подкрепя културните инициативи, да се фокусира повече върху природните красоти и да подобри разбирането относно важността на екосистемните услуги в района. Районът на Биосферен парк „Централен Балкан“ има благоприятно географско положение, лесен достъп от различни части на страната, наличие на природни дадености, културни и исторически забележителности. Съществуват големи възможности за разработването на регионални туристически продукти, включващи екотуризъм, културно-исторически, селски, балнеоложки и друг вид туризъм. През юли 2019 г. биосферен парк „Централен Балкан“ става домакин на петото издание на Летния университет на ЮНЕСКО, посветен на интегрираното управление и устойчивото развитие на биосферните паркове, в който взимат участие млади професионалисти, работещи или изследващи биосферните паркове от 15 страни от целия свят.